# Бранерит
Бранери́т — мінерал, уранова, торієва та інші солі титанових кислот; чорного кольору.

## Загальний опис
Хімічна формула: (U, Ca, Th, Y)(Ti, Fe)2O6. Склад у %: UO2 — 10,3; UO3 — 33,5; CaO — 2,9; ThO2 — 4,1; (Y, Er)2O3 — 3,9; TiO2 — 39; FeO — 2,9. Сингонія моноклінна. Колір чорний. Риска зеленувато-коричнева. Радіоактивний, метаміктний. Твердість 4.5. Густина 4.50-4.53.
Знайдений у золотоносних розсипах поблизу пегматитів у верхів'ях Келлі-Галч (шт. Айдахо, США). Зустрічається разом з евксенітом. Руда урану. Від прізвища американського геолога Дж. Браннера.
Розрізняють:
- бранерит торіїстий (різновид бранериту з родовища Крокерс-Велл (Південна Австралія), яка містить 12,81 % ThO2).